# Двигатель Nissan CA
Nissan CA — серия рядных четырёхцилиндровых бензиновых двигателей внутреннего сгорания объёмом 1,6—2,0 л (1598—1974 см3) производства компании Nissan.

## CA16
- Объём: 1,6 л (1598 см3)[2]
- Диаметр цилиндра: 78 мм[3]
- Ход поршня: 83,6 мм
- Топливная система: карбюратор и инжектор
- Годы производства: 1985—1990

### CA16S
- Объём: 1,6 л (1598 см3)
- Мощность: 60 кВт (80 л. с.) при 5200 об/мин
- Крутящий момент: 123 Н⋅м при 3200 об/мин

### CA16DE
- Объём: 1,6 л (1598 см3)
- Диаметр цилиндра: 78 мм
- Ход поршня: 83,6 мм
- Мощность: 91 кВт (122 л. с.) при 6400 об/мин
- Крутящий момент: 137 Н⋅м при 5200 об/мин
- Годы производства: 1987—1989

## CA18

### CA18S

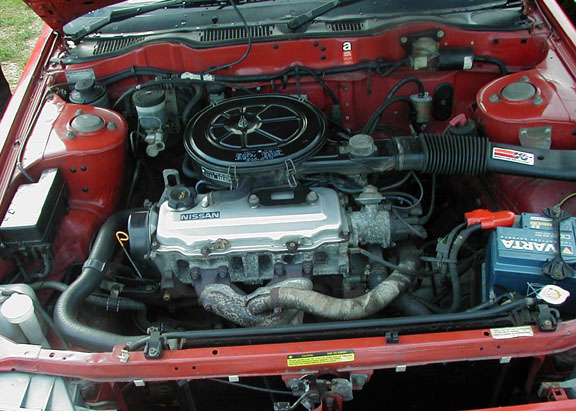
CA18S

- Объём: 1,8 л (1809 см3)[4]
- Диаметр цилиндра: 83 мм
- Ход поршня: 83,6 мм
- Мощность: 66 кВт (89 л. с.)
- Крутящий момент: 149 Н⋅м

### CA18(i)
- Объём: 1,8 л (1809 см3)
- Диаметр цилиндра: 83 мм
- Ход поршня: 83,6 мм
- Мощность: 68—75 кВт (91—100 л. с.) при 5200 об/мин

### CA18E
- Объём: 1,8 л (1809 см3)
- Топливная система: инжектор
- Мощность: 85 кВт (113 л. с.) при 5600 об/мин
- Крутящий момент: 162 Н⋅м при 2800 об/мин

### CA18DE
- Объём: 1,8 л (1809 см3)[5]
- Клапанов: 16[6]
- Клапанный механизм: DOHC

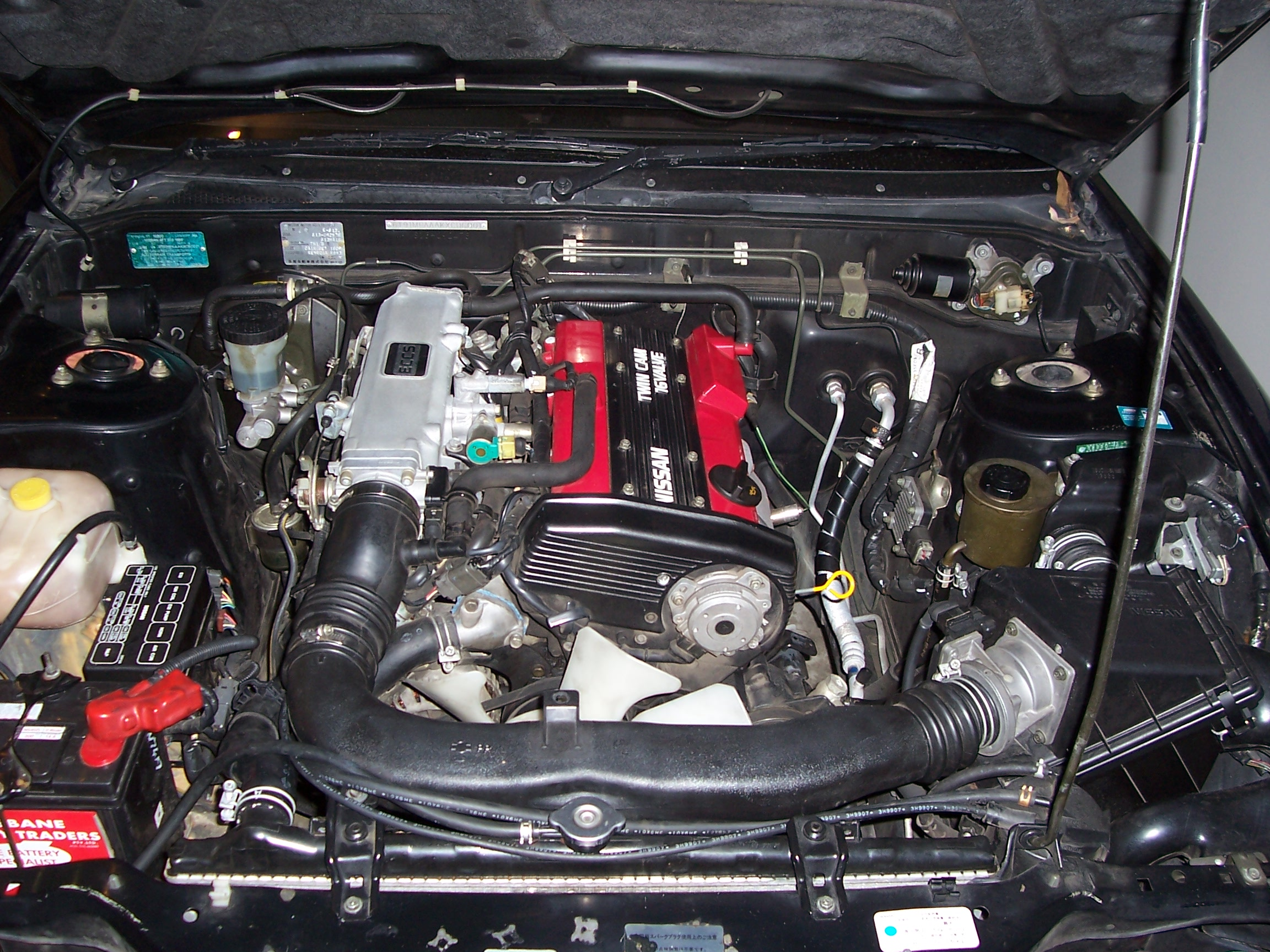
CA18DE

- Мощность: 98 кВт (131 л. с.) при 6400 об/мин
- Крутящий момент: 159 Н⋅м при 5200 об/мин
- Годы производства: 1985—январь 1991

### CA18ET
- Объём: 1,8 л (1809 см3)
- Топливная система: инжектор

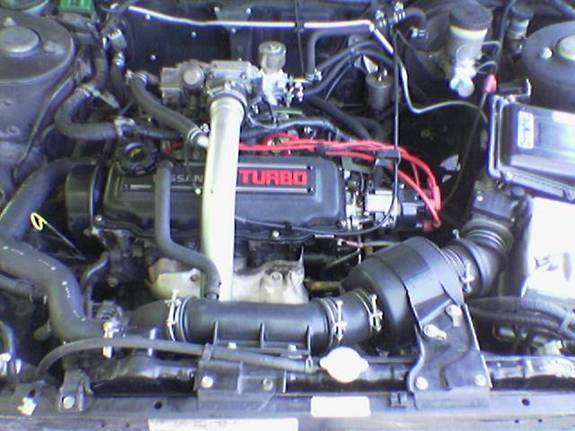
CA18ET

- Мощность: 99 кВт (133 л. с.) при 6000 об/мин
- Крутящий момент: 183 Н⋅м при 3600 об/мин
- Годы производства: 1984—1992

### CA18DET
- Объём: 1,8 л (1809 см3)[7][8]
- Диаметр цилиндра: 83 мм[9][10]
- Ход поршня: 83,6 мм
- Клапанов: 16
- Клапанный механизм: DOHC
- Мощность: 124 кВт (166 л. с.)
- Крутящий момент: 228 Н⋅м
- Годы производства: 1985—1994[11]

## CA20
- Объём: 2,0 л (1974 см3)
- Диаметр цилиндра: 84,5 мм
- Ход поршня: 88 мм
- Годы производства: 1982—1991

### CA20P

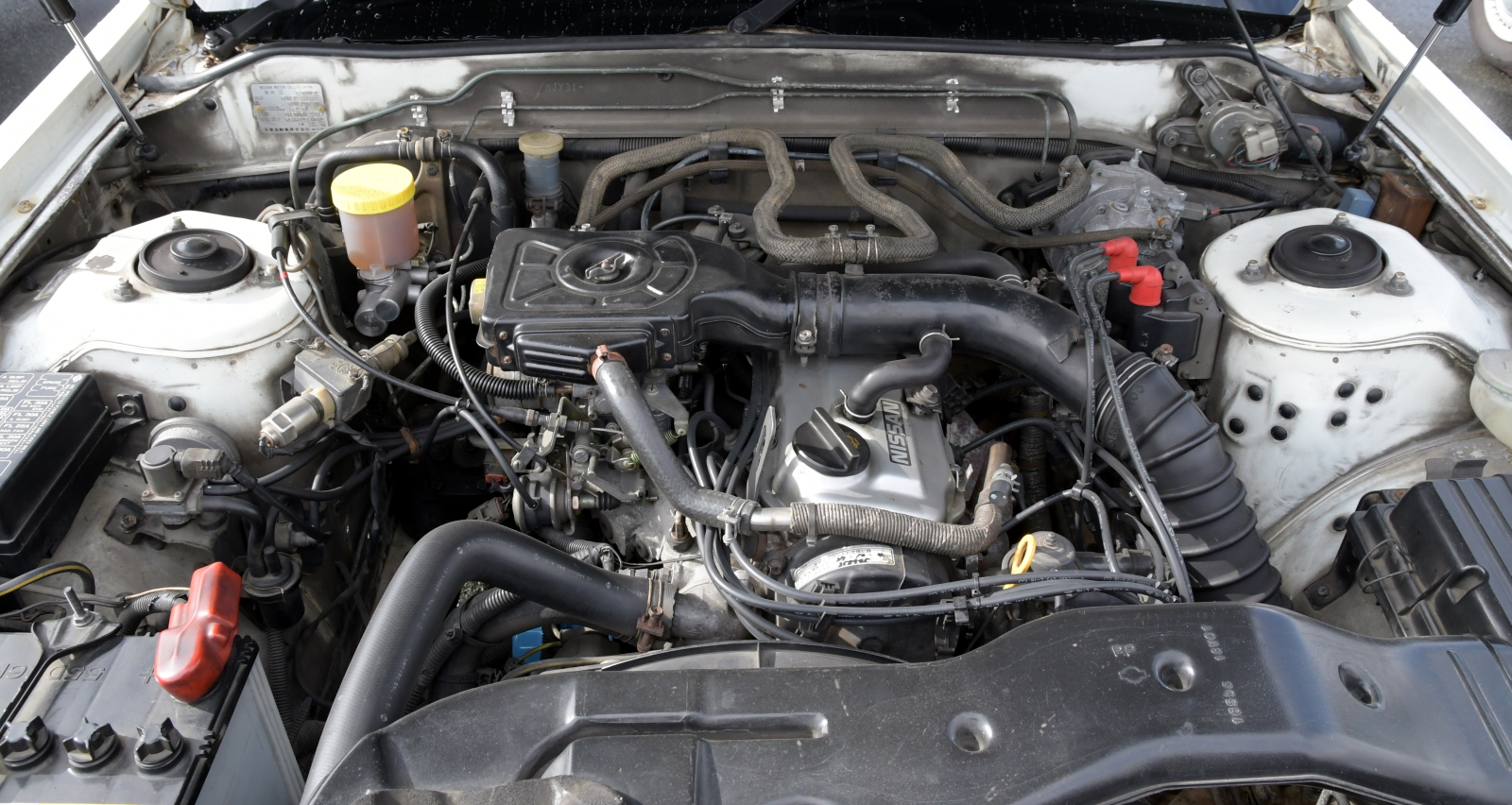
CA20P

- Мощность: 60—66 кВт (81—89 л. с.) при 4800—5600 об/мин
- Крутящий момент: 149—152 Н⋅м при 2000—2800 об/мин

### CA20S
- Объём: 2,0 л (1974 см3)
- Топливная система: карбюратор
- Мощность: 75 кВт (101 л. с.) при 5200 об/мин
- Крутящий момент: 160 Н⋅м при 3600 об/мин
- Годы производства: 1982—1987

### CA20E
- Объём: 2,0 л (1974 см3)
- Топливная система: карбюратор
- Мощность: 78 кВт (105 л. с.)
- Крутящий момент: 160 Н⋅м
- Годы производства: август 1981—1991

### CA20DE/CA20DET/CA20ET
- Объём: 2,0 л (1974 см3)
- Клапанный механизм: DOHC/SOHC